# Шифрин, Авраам Исаакович
Авраам Исаакович Шифрин (8 октября 1923, Минск — 5 марта 1998, Иерусалим) — советский юрист, сионист, позднее израильский политик и мемуарист, который провёл десять лет в советских лагерях по обвинению в шпионаже в пользу США и Израиля.

## Биография
Авраам Шифрин родился 8 октября 1923 года в Минске, СССР в еврейской семье. Его отец, Исаак Шифрин, был арестован в 1937 году, приговорён к десяти годам лагерей и умер на Колыме. Во время Второй мировой войны Авраам Шифрин воевал в штрафбате, куда он попал как сын врага народа. В течение нескольких дней боёв 90% бойцов воинской части Шифрина погибло, а он сам был дважды ранен. Участвовал в боях за Кёнигсберг, был награждён медалью «За взятие Кенигсберга». 
В 1949—1953 годах работал юристом в Министерстве вооружения СССР и в то же время активно участвовал в сионистском движении. В 1953 году был обвинён в шпионаже в пользу США и Израиля и приговорен к смертной казни. Позднее ВМН была заменена на двадцать пять лет в лагерях, пять лет ссылки в отдаленные районы и пять лет лишения избирательных прав. В 1962 году срок заключения был снижен до 10 лет, в 1963 году был освобождён. В 1970 году эмигрировал в Израиль.

### Эксперт по советской пенитенциарной системе
В эмиграции Авраам Шифрин стал одним из ведущих авторитетов в мире по советской системе тюрем и исправительно-трудовых лагерей. Свидетельские показания Шифрина перед подкомитетом сената США по внутренней безопасности и комитета Конгресса по банкам и валюте представили миру самый полный (на тот момент) список советских исправительно-трудовых лагерей.
В 1973 году Шифрин свидетельствовал перед сенатским комитетом по судебной системе, что американские военнопленные содержались в советских лагерях. По словам Арнольда Бейзера, адвоката из Хартфорда, показания были подтверждены президентом России Борисом Ельциным в 1992 году, который сказал, что американские военнопленные попадали в советские исправительно-трудовые лагеря.

## Семья
- Жена (c 1974) — Элеонора Полтинникова-Шифрин, израильский политик.